# NAAFI

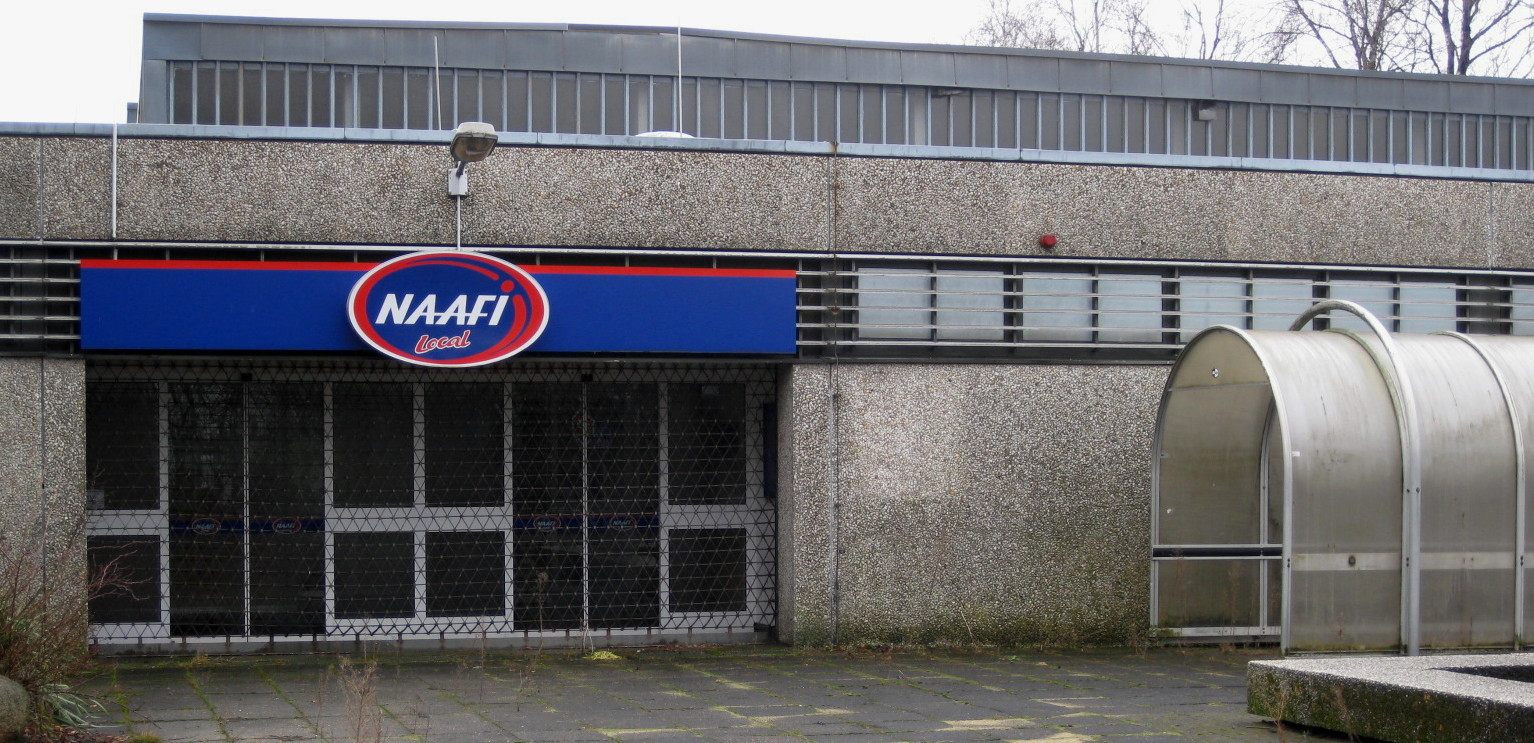
Ehemaliger NAAFI-Supermarkt in Osnabrück (geschlossen 2009)

NAAFI (Aussprache 'na:fi:; kurz für Navy, Army and Air Force Institutes; deutsch: Einrichtungen der Marine, Armee und Luftwaffe) ist eine von der britischen Regierung gegründete Organisation, die Angehörigen der britischen Streitkräfte und ihren Familien im In- und Ausland Erholungs-, Sport- und Freizeiteinrichtungen bietet und sie mit Waren des täglichen Bedarfs versorgt.
NAAFI betreibt Clubs, Bars, Restaurants, Cafés sowie Geschäfte, Supermärkte und andere Einrichtungen wie Wäschereien auf den meisten britischen Militärstützpunkten, außerdem Kantinen auf größeren Schiffen der Marine.
Von Offizieren, die über eigene Messen verfügen, wird erwartet, dass sie NAAFI-Clubs und -Bars nur zu offiziellen Anlässen aufsuchen, um die Privatsphäre der Soldaten nicht zu stören.
NAAFI-Beschäftigte auf Schiffen gehören zum Naval Canteen Service (NCS). Sie tragen Uniform, sind aber Zivilisten. Sie können sich dem Expeditionary Forces Institute (EFI) anschließen, das NAAFI-Einrichtungen in Kriegsgebieten betreibt.
Der Zweck der Organisation ist nicht darauf ausgerichtet, finanzielle Überschüsse zu erzielen.

## Geschichte

NAAFI/EFI-Kantinenwagen vor dem Brandenburger Tor in Berlin im Juli 1945

NAAFI wurde 1921 von der britischen Regierung gegründet. Bereits im ersten Jahr des Bestehens setzte sie 190 Millionen Pfund um. 1928 war sie auf den Bermudas, Ceylon, Irak, Gibraltar, Malta, China, Jamaika und im Nahen Osten vertreten.
Mit Beginn des Zweiten Weltkriegs stieg die Zahl der Einrichtungen von 1350 auf fast 10.000, darunter 800 Kantinen auf Schiffen und 900 mobile Kantinen. Die Zahl der Beschäftigten nahm von 8.000 auf 110.000 zu. Pro Tag wurden 24 Millionen Zigaretten verkauft. Im Jahr 1942 beschäftigte NAAFI 4.000 Künstler, um die Truppenangehörigen zu unterhalten.
Nach Kriegsende sank die Zahl der Einrichtungen schnell. Die Zahl der Beschäftigten halbierte sich nahezu auf noch 65.000 im Jahr 1947. 1955 verlegte NAAFI ihren internationalen Hauptsitz ins JHQ Rheindahlen bei Mönchengladbach in Nordrhein-Westfalen, wo die Britische Rheinarmee ihren Sitz hatte. 1982 versorgte NAAFI im Falklandkrieg rund um die Uhr 25.000 Menschen; 1990 war sie im Golfkrieg im Einsatz.
Stand 2023 versorgte NAAFI Militärangehörige und ihre Familien in Großbritannien, Nordirland, Deutschland, auf den Falkland-Inseln, auf der Insel Ascension, Brunei, und Gibraltar. 2006 hatte NAAFI mehr als 4.000 Beschäftigte und einen Umsatz von 226 Millionen britischen Pfund in zwölf Währungen. 